# پریبرژنی (استان آمور)
پریبرژنی (به لاتین: Pribrezhny) یک منطقهٔ مسکونی در روسیه است که در استان آمور واقع شده‌است.